# Lista de municípios de Cuenca
Esta é uma lista dos 239 municípios da província espanhola de Cuenca na comunidade autónoma da Castilla-La Mancha.
| Nome                       | Pop. (2002) |
| Abia de la Obispalía       | 85          |
| El Acebrón                 | 278         |
| Alarcón                    | 182         |
| Albaladejo del Cuende      | 385         |
| Albalate de las Nogueras   | 356         |
| Albendea                   | 169         |
| La Alberca de Záncara      | 1,780       |
| Alcalá de la Vega          | 171         |
| Alcantud                   | 116         |
| Alcázar del Rey            | 242         |
| Alcohujate                 | 55          |
| Alconchel de la Estrella   | 193         |
| Algarra                    | 34          |
| Aliaguilla                 | 829         |
| La Almarcha                | 602         |
| Almendros                  | 311         |
| Almodóvar del Pinar        | 525         |
| Almonacid del Marquesado   | 537         |
| Altarejos                  | 290         |
| Arandilla del Arroyo       | 34          |
| Arcas del Villar           | 766         |
| Arcos de la Sierra         | 117         |
| Arguisuelas                | 193         |
| Arrancacepas               | 36          |
| Atalaya del Cañavate       | 130         |
| Barajas de Melo            | 745         |
| Barchín del Hoyo           | 123         |
| Bascuñana de San Pedro     | 41          |
| Beamud                     | 103         |
| Belinchón                  | 360         |
| Belmonte                   | 2,327       |
| Belmontejo                 | 250         |
| Beteta                     | 444         |
| Boniches                   | 181         |
| Buciegas                   | 79          |
| Buenache de Alarcón        | 616         |
| Buenache de la Sierra      | 105         |
| Buendía                    | 505         |
| Campillo de Altobuey       | 1,691       |
| Campillos-Paravientos      | 140         |
| Campillos-Sierra           | 96          |
| Campos del Paraíso         | 1,069       |
| Canalejas del Arroyo       | 343         |
| Cañada del Hoyo            | 333         |
| Cañada Juncosa             | 346         |
| Cañamares                  | 582         |
| El Cañavate                | 238         |
| Cañaveras                  | 377         |
| Cañaveruelas               | 223         |
| Cañete                     | 910         |
| Cañizares                  | 615         |
| Carboneras de Guadazaón    | 958         |
| Cardenete                  | 727         |
| Carrascosa                 | 111         |
| Carrascosa de Haro         | 146         |
| Casas de Benítez           | 1,118       |
| Casas de Fernando Alonso   | 1,405       |
| Casas de Garcimolina       | 39          |
| Casas de Guijarro          | 135         |
| Casas de Haro              | 910         |
| Casas de los Pinos         | 531         |
| Casasimarro                | 3,050       |
| Castejón                   | 224         |
| Castillejo de Iniesta      | 166         |
| Castillejo-Sierra          | 48          |
| Castillo de Garcimuñoz     | 209         |
| Castillo-Albaráñez         | 28          |
| Cervera del Llano          | 315         |
| La Cierva                  | 52          |
| Cuenca                     | 46,859      |
| Cueva del Hierro           | 49          |
| Chillarón de Cuenca        | 381         |
| Chumillas                  | 47          |
| Enguídanos                 | 500         |
| Fresneda de Altarejos      | 85          |
| Fresneda de la Sierra      | 72          |
| La Frontera                | 203         |
| Fuente de Pedro Naharro    | 1,211       |
| Fuentelespino de Haro      | 311         |
| Fuentelespino de Moya      | 149         |
| Fuentenava de Jábaga       | 398         |
| Fuentes                    | 508         |
| Fuertescusa                | 111         |
| Gabaldón                   | 207         |
| Garaballa                  | 149         |
| Gascueña                   | 157         |
| Graja de Campalbo          | 134         |
| Graja de Iniesta           | 371         |
| Henarejos                  | 251         |
| El Herrumblar              | 777         |
| La Hinojosa                | 318         |
| Los Hinojosos              | 1,050       |
| El Hito                    | 223         |
| Honrubia                   | 1,619       |
| Hontanaya                  | 423         |
| Hontecillas                | 86          |
| Horcajo de Santiago        | 3,517       |
| Huélamo                    | 124         |
| Huelves                    | 64          |
| Huérguina                  | 108         |
| Huerta de la Obispalía     | 152         |
| Huerta del Marquesado      | 243         |
| Huete                      | 2,097       |
| Iniesta                    | 4,207       |
| Laguna del Marquesado      | 71          |
| Lagunaseca                 | 124         |
| Landete                    | 1,477       |
| Ledaña                     | 1,882       |
| Leganiel                   | 244         |
| Las Majadas                | 365         |
| Mariana                    | 313         |
| Masegosa                   | 122         |
| Las Mesas                  | 2,420       |
| Minglanilla                | 2,263       |
| Mira                       | 1,127       |
| Monreal del Llano          | 80          |
| Montalbanejo               | 187         |
| Montalbo                   | 734         |
| Monteagudo de las Salinas  | 133         |
| Mota de Altarejos          | 56          |
| Mota del Cuervo            | 5,693       |
| Motilla del Palancar       | 5,244       |
| Moya                       | 282         |
| Narboneta                  | 91          |
| Olivares de Júcar          | 542         |
| Olmeda de la Cuesta        | 43          |
| Olmeda del Rey             | 234         |
| Olmedilla de Alarcón       | 166         |
| Olmedilla de Eliz          | 29          |
| Olivares de Júcar          | 584         |
| Osa de la Vega             | 639         |
| Pajarón                    | 126         |
| Pajaroncillo               | 92          |
| Palomares del Campo        | 981         |
| Palomera                   | 184         |
| Paracuellos                | 136         |
| Paredes                    | 82          |
| La Parra de las Vegas      | 56          |
| El Pedernoso               | 1,268       |
| Las Pedroñeras             | 6,860       |
| El Peral                   | 732         |
| La Peraleja                | 149         |
| La Pesquera                | 273         |
| El Picazo                  | 720         |
| Pinarejo                   | 387         |
| Pineda de Gigüela          | 139         |
| Piqueras del Castillo      | 78          |
| Portalrubio de Guadamejud  | 87          |
| Portilla                   | 96          |
| Poyatos                    | 109         |
| Pozoamargo                 | 325         |
| Pozorrubielos de la Mancha | 268         |
| Pozorrubio                 | 476         |
| El Pozuelo                 | 101         |
| Priego                     | 1,019       |
| El Provencio               | 2,599       |
| Puebla de Almenara         | 523         |
| Puebla de Don Francisco    | 351         |
| Puebla del Salvador        | 283         |
| Quintanar del Rey          | 6,625       |
| Rada de Haro               | 65          |
| Reíllo                     | 146         |
| Rozalén del Monte          | 113         |
| Saceda-Trasierra           | 107         |
| Saelices                   | 673         |
| Salinas del Manzano        | 111         |
| Salmeroncillos             | 181         |
| Salvacañete                | 325         |
| San Clemente               | 6,596       |
| San Lorenzo de la Parrilla | 1,391       |
| San Martín de Boniches     | 90          |
| San Pedro Palmiches        | 101         |
| Santa Cruz de Moya         | 399         |
| Santa María de los Llanos  | 840         |
| Santa María del Campo Rus  | 737         |
| Santa María del Val        | 113         |
| Sisante                    | 1,804       |
| Solera de Gabaldón         | 45          |
| Sotorribas                 | 991         |
| Talayuelas                 | 1,165       |
| Tarancón                   | 11,930      |
| Tébar                      | 381         |
| Tejadillos                 | 159         |
| Tinajas                    | 372         |
| Torralba                   | 191         |
| Torrejoncillo del Rey      | 667         |
| Torrubia del Campo         | 334         |
| Torrubia del Castillo      | 36          |
| Tragacete                  | 331         |
| Tresjuncos                 | 470         |
| Tribaldos                  | 134         |
| Uclés                      | 319         |
| Uña                        | 134         |
| Los Valdecolmenas          | 114         |
| Valdemeca                  | 103         |
| Valdemorillo de la Sierra  | 84          |
| Valdemoro-Sierra           | 175         |
| Valdeolivas                | 273         |
| Valdetórtola               | 138         |
| Las Valeras                | 1,337       |
| Valhermoso de la Fuente    | 56          |
| Valsalobre                 | 66          |
| Valverde de Júcar          | 1,339       |
| Valverdejo                 | 142         |
| Vara de Rey                | 645         |
| Vega del Codorno           | 226         |
| Vellisca                   | 166         |
| Villaconejos de Trabaque   | 490         |
| Villaescusa de Haro        | 596         |
| Villagarcía del Llano      | 950         |
| Villalba de la Sierra      | 542         |
| Villalba del Rey           | 675         |
| Villalgordo del Marquesado | 118         |
| Villalpardo                | 1,125       |
| Villamayor de Santiago     | 2,734       |
| Villanueva de Guadamejud   | 120         |
| Villanueva de la Jara      | 2,350       |
| Villar de Cañas            | 438         |
| Villar de Domingo García   | 276         |
| Villar de la Encina        | 219         |
| Villar de Olalla           | 965         |
| Villar del Humo            | 350         |
| Villar del Infantado       | 45          |
| Villar y Velasco           | 122         |
| Villarejo de Fuentes       | 756         |
| Villarejo de la Peñuela    | 31          |
| Villarejo-Periesteban      | 524         |
| Villares del Saz           | 666         |
| Villarrubio                | 251         |
| Villarta                   | 815         |
| Villas de la Ventosa       | 362         |
| Villaverde y Pasaconsol    | 418         |
| Víllora                    | 196         |
| Vindel                     | 22          |
| Yémeda                     | 29          |
| Zafra de Záncara           | 190         |
| Zafrilla                   | 120         |
| Zarza de Tajo              | 254         |
| Zarzuela                   | 273         |